# Johnsonville (Illinois)
Johnsonville – wieś w Stanach Zjednoczonych, w stanie Illinois, w hrabstwie Wayne.